# Ali Niakani
Ali Niakani (en persa: علی نیاکانی‎; Bandar-e Anzali, Irán; 8 de enero de 1951 – 9 de noviembre de 2023) fue un futbolista iraní que jugó en la posición de delantero.

## Carrera

### Club
Jugó toda su carrera con el Malavan FC de 1973 a 1979, con el que ganó la Copa Hazfi de 1975/76.

### Selección nacional
Jugó para Irán en tres partidos de la Copa ECO en 1974.

## Logros
- Copa Hazfi (1): 1975/76